# Бейтман, Джеймс
Джеймс Бейтман (англ. James Bateman, 18 июля 1811 — 27 ноября 1897) — британский ботаник, садовод, коллекционер и специалист по орхидеям, один из первых разработчиков культуры орхидей.

## Биография
Джеймс Бэйтман родился в городе Бери 18 июля 1811 года.
Отец Бэйтмана поощрял своего сына в садоводстве, и в 1833 году молодой Бэйтман нанял коллекционера растений по имени Колли для поиска орхидей.
В Оксфорде он получил степень бакалавра гуманитарных наук в 1834 году и магистра в 1845 году.
Как и многие другие знаменитые специалисты по орхидеям, Бэйтман проявил ранний и прочный интерес к ботанике.
Бэйтман был одним из первых разработчиков культуры орхидей. Он спонсировал экспедиции в Мексику и Южную Америку, благодаря чему коллекционеры собирали редкие экземпляры.
Джеймс Бэйтман был трудолюбивым человеком, увлечённым своим хобби. Он стремился установить знакомство с любым, кто жил в тех областях, где орхидеи росли в естественных условиях.
С 1833 года он был членом Лондонского Линнеевского общества, а с 1838 года — членом Лондонского королевского общества.

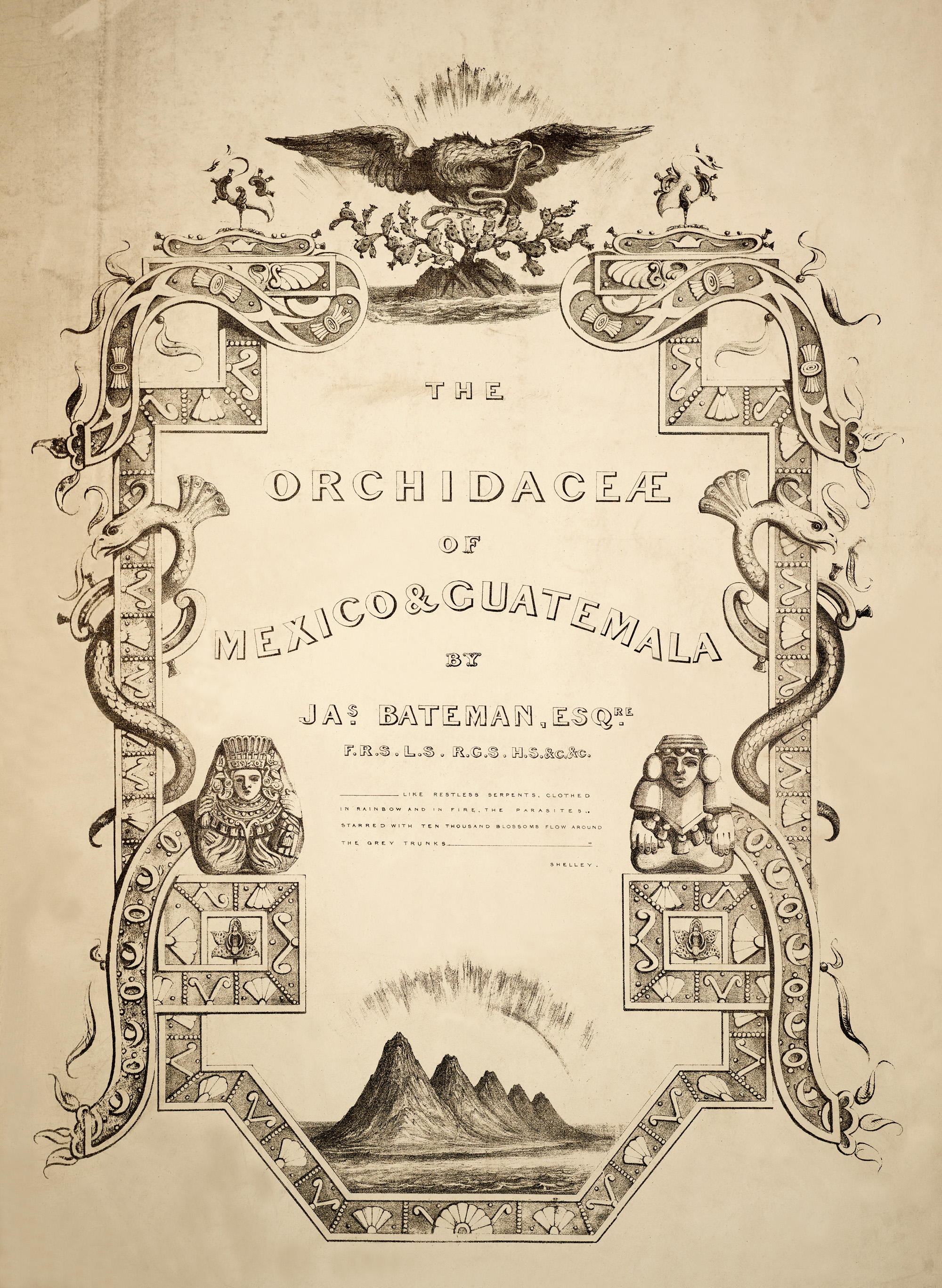
The Orchidaceae of Mexico and Guatemala.

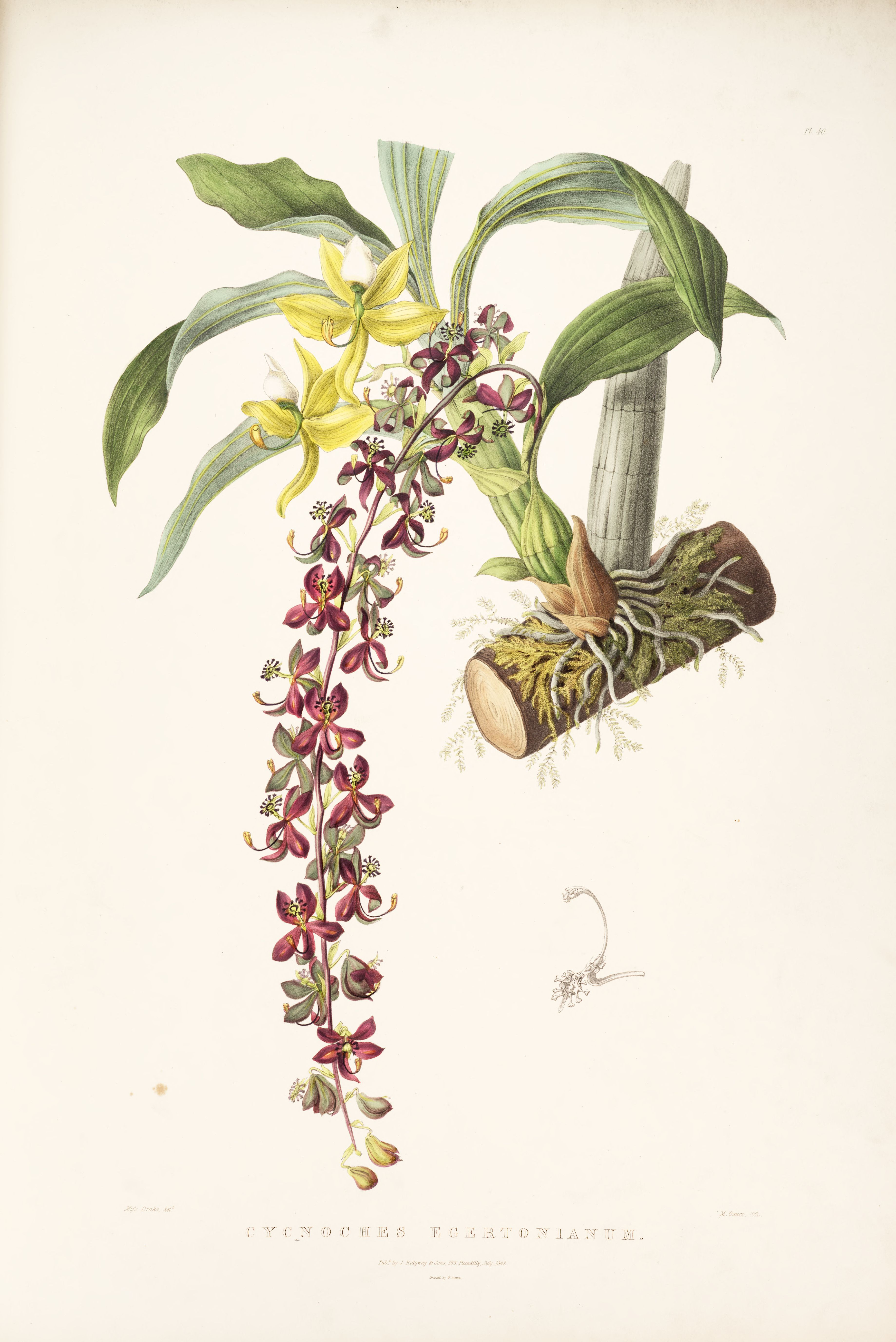
Cycnoches egertonianum.
Orchidaceae of Mexico and Guatemala.

В 1837—1843 годах была опубликована его работа The Orchidaceae of Mexico and Guatemala.

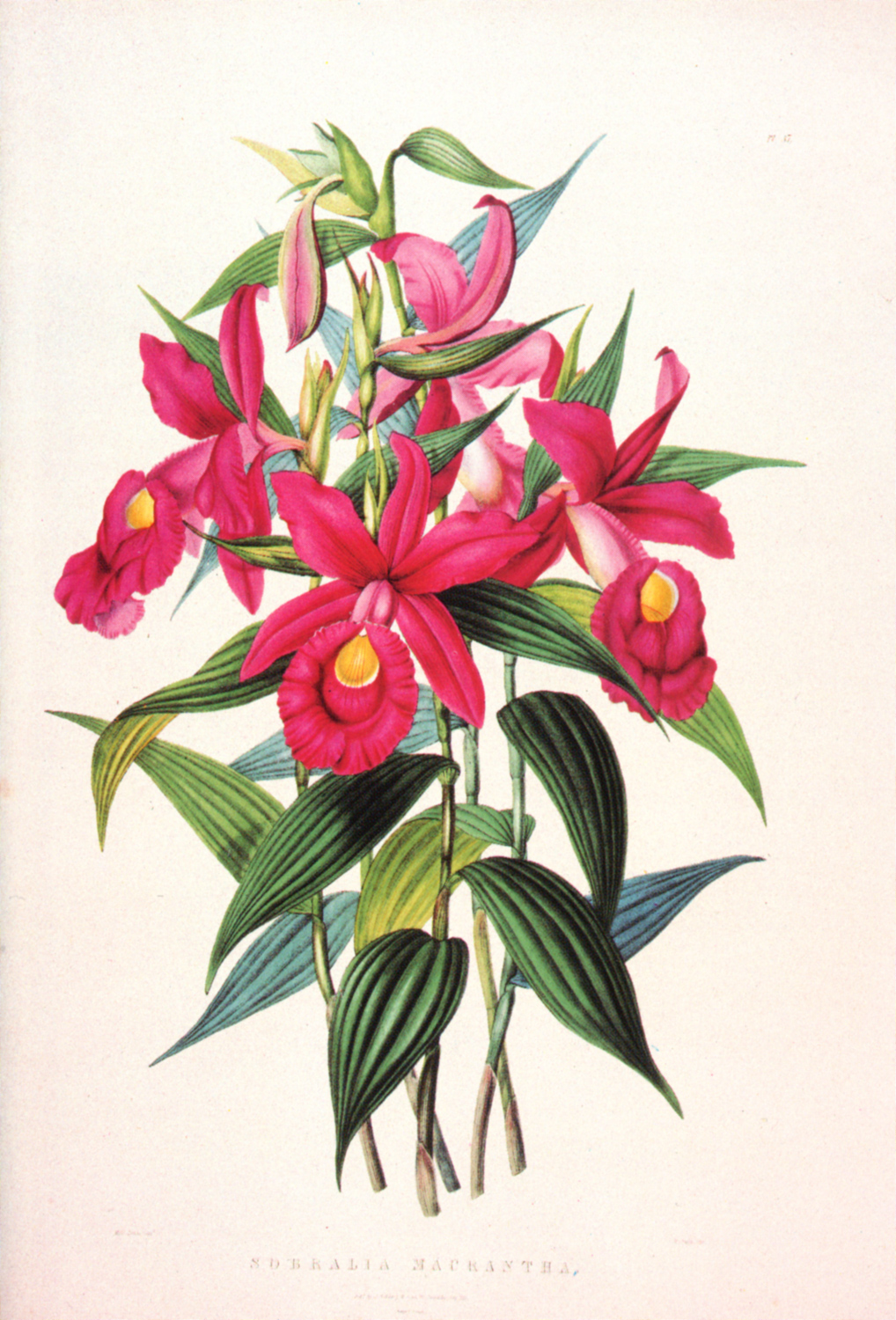
Sobralia macrantha.
Orchidaceae of Mexico and Guatemala.

В 1867 году была опубликована его работа A Second Century of Orchidaceous Plants.
В 1864—1874 годах была опубликована его работа Monograph of Odontoglossums.
Джеймс Бэйтман умер в графстве Суссекс 27 ноября 1897 года в возрасте 86 лет.
Около десяти лет назад оригинальный фолиант работы Джеймса Бэйтмана The Orchidaceae of Mexico and Guatemala был продан на аукционе за $ 250,000.

## Научная деятельность
Джеймс Бэйтман специализировался на семенных растениях.

## Некоторые публикации
- The Orchidaceae of Mexico and Guatemala. 1837—1843[3].
- A Second Century of Orchidaceous Plants. 1867[3].
- Monograph of Odontoglossums. 1864—1874[3].